# Le Haillan
Le Haillan es una comuna francesa en la región administrativa de Aquitania, en el departamento de Gironde.
Se extiende por una área de 9,26 km², con una densidad de población de 878 hab/km².
La comuna está hermanada con la localidad española de Colindres.

## Demografía
| 1613 | 2272 | 3949 | 5584 | 6974 | 8133 |
| Para los censos de 1962 a 1999 la población legal corresponde a la población sin duplicidades (Fuente: INSEE [Consultar]) |      |      |      |      |      |

(Población sans doubles comptes según la metodología del INSEE).

## Geografía
- Altitud: 38 metros.
- Latitud: 44º 52' 00" N
- Longitud: 000º 40' 59" O